# Alphonse Louis Nicolas Borrelly
'Alphonse Louis Nicolas Borrelly (Roquemaure, 8 de dezembro de 1842 — 28 de fevereiro de 1926) foi um astrônomo francês.
Trabalhando em Marseille descobriu asteroides e cometas.
Descobriu o cometa periódico 19P/Borrelly.
O asteroide 1539 Borrelly recebeu este nome em sua homenagem.

## Obituário
- «Journal des Observateurs, Vol. 9, p.169» (em francês)